# 顧和
顧和（288年—351年），字君孝，吳郡吳縣（今江蘇蘇州市）人。晉朝政治人物，東晉侍中顧眾族子，顧和在東晉官至尚書令。

## 生平
顧和才兩歲時父親顧敘就去世了，不過顧和兒童時期就已有高尚的節操，故此得到族叔顧榮的推重，並說：「此吾家麒麟，興吾宗者，必此子也。」甚至向當時已經任州別駕，有名聲的宗人顧球稱顧和快要追過他。後揚州刺史王導辟他為從事。顧和歷任司徒掾、東海王主簿、司徒左曹掾、揚州牧王敦的主薄、太子舍人、車騎參軍、護軍長史等職。後又任王導的揚州別駕，再歷遷散騎侍郎、尚書吏部郎、司空長史兼領晉陵太守。
晉成帝咸康年間，顧和出任御史中丞，任內彈劾了貪瀆百萬的尚書左丞戴抗，令他依法獲罪，連帶尚書傅玩及尚書郎劉傭都被免官，遂令百官害怕顧和。後又轉侍中，顧和眼見當時冕旒都用雜珠而非昔日的玉珠，並不合禮，於是上奏稱若果不夠玉珠，可以白璇珠取代；又獨言反對成帝為其保母周氏加上名號，認為朝廷對她的福利待遇已經和宗室差不多，恩遇已經過多了，還加號歷史上就只有東漢末漢靈帝封其乳母趙嬈為平氏君，但這卻是末代君王的私恩，並非可依循的美好典章制度。成帝都一一聽從。後又歷吏部尚書、領軍將軍、太常卿、國子祭酒。
晉康帝即位後，要舉行南北郊祀，顧和認為御駕應該親自前去拜祀行禮，康帝聽從。顧和後轉尚書僕射，但他因母親年老而辭讓，顧帝特准他日落後出宮而早上還朝，不用留省。不過隨後朝廷又議決身為重臣副手的尚書僕射不應居外，遂改顧和為銀青光祿大夫，領國子祭酒。不久，顧和離職為去世的母親守喪，而衞將軍褚裒在十三個月後的小祥祭完結後上疏舉薦顧和，朝廷遂任命顧和為尚書令，並派散騎郎宣旨。顧和每次催促上任都痛心號哭，堅持要為母親守完喪期，即使皇帝再下詔勸喻都沒用，顧和上疏陳情十多次後仍沒有上任，一直待喪期完結後才視職。
時任南中郎將兼宣城內史的謝尚收殺了涇令陳幹，有關部門上奏謝尚違法，但獲詔原。顧和卻再上奏指責謝尚「不能為國惜體，平心聽斷，內挾小憾，肆其威虐」，請求在原免謝尚罪責之餘向其下吏問罪。不過謝尚始終是康獻皇太后的舅舅，顧和的上奏沒得理會。另外當時汝南王司馬統以及江夏郡公衞崇分別為他們的庶母守嫡母一樣的三年喪，顧和認為他們服喪時間太長，違反禮法，建議立即終結他們的喪期，讓他們還職。顧和任內有很多進言，即使面對的是權臣也不屈從。
永和七年（351年），顧和因病重辭職，拜左光祿大夫、儀同三司，加散騎常侍，仍兼尚書令。同年去世，享年六十四。追贈侍中、司空，諡穆。

## 性格特徵
顧和任王導從事時，一次初一，顧和按例去見上司王導，那時他還未進府，停車在外，正好遇上周顗，而顧和仍在捉蝨，沒有反應。周顗走過後，回頭指著顧和的心問：「此中何所有？」顧和徐徐答：「此中最是難測地。」周顗進府後對王導說：「卿州吏中有一令僕才。」王導亦同意。後有一次顧和去見王導，王導因為有點病而忍不住睡著了，顧和為了引他談話就故意和同坐者說：「昔每聞族叔元公（顧榮，諡元並追授公爵）道公叶贊中宗，保全江表。體小不安，令人喘息。」王導聽到後就和他說：「卿珪璋特達，機警有錄，不徒東南之美，實為海內之後。」如此盛讚令顧和知名於當世。後來王導派遣八部從事到各自所任的揚州八郡視察，任從事的顧和亦有下郡，回來後各從事都向王導報告各郡守的得失，只有顧和不說話，王導追問他看到甚麼，顧和卻答：「明公作輔，寧使網漏吞舟，何綠採聽風聞，以察察為政。」王導遂嘆息稱善。

## 逸事
- 許璪和顧和曽一起當過王導的從事。有一次他們曾夜到王導處遊樂，相當盡興，王導就命他們到自己帳中休息，不過顧和一直待到天亮仍輾轉反側，睡不著；相反許璪甫上床就睡著了[1]。
- 許璪又有一次去拜訪顧和，顧和正在帳中睡覺，許璪到後就自己走到牀角和他談話。隨後許璪叫顧和與他一起出行，顧和就命從取新衣給他替換，許璪就笑說：「卿乃復有行來衣乎？」[2]

## 家庭

### 曾祖父
- 顧容，東吳荊州刺史。

### 祖父
- 顧相，晉臨海太守。

### 父親
- 顧敘，處士[3]

### 子女
- 顧治[4]
- 顧隗[4]
- 顧淳，晉尚書吏部郎、給事黃門侍郎、左衞將軍。
- 顧履之，晉司徒左西掾[5]
- 顧臺民[4]
- 顧氏，張玄之母

### 孫
- 顧惔，晉司徒左西掾[6]。
- 顧敷，著作佐郎[7]

### 後裔
- 七世孫顧協[8]

## 延伸阅读
[在维基数据编辑]
 《晉書·卷083》，出自房玄齡《晉書》